# Rishat Jaibulin
Rishat Jaibulin (en kazajo: Ришат Хайбуллин; Almaty, 1995) es un deportista kazajo que compite en escalada. Ganó una medalla de bronce en el Campeonato Mundial de Escalada de 2019, en la prueba combinada.

## Palmarés internacional
| Campeonato Mundial | Campeonato Mundial | Campeonato Mundial | Campeonato Mundial |
| Año                | Lugar              | Medalla            | Prueba             |
| ------------------ | ------------------ | ------------------ | ------------------ |
| 2019               | Hachioji (Japón)   | Medalla de bronce  | Combinada          |